# Leccinellum griseum

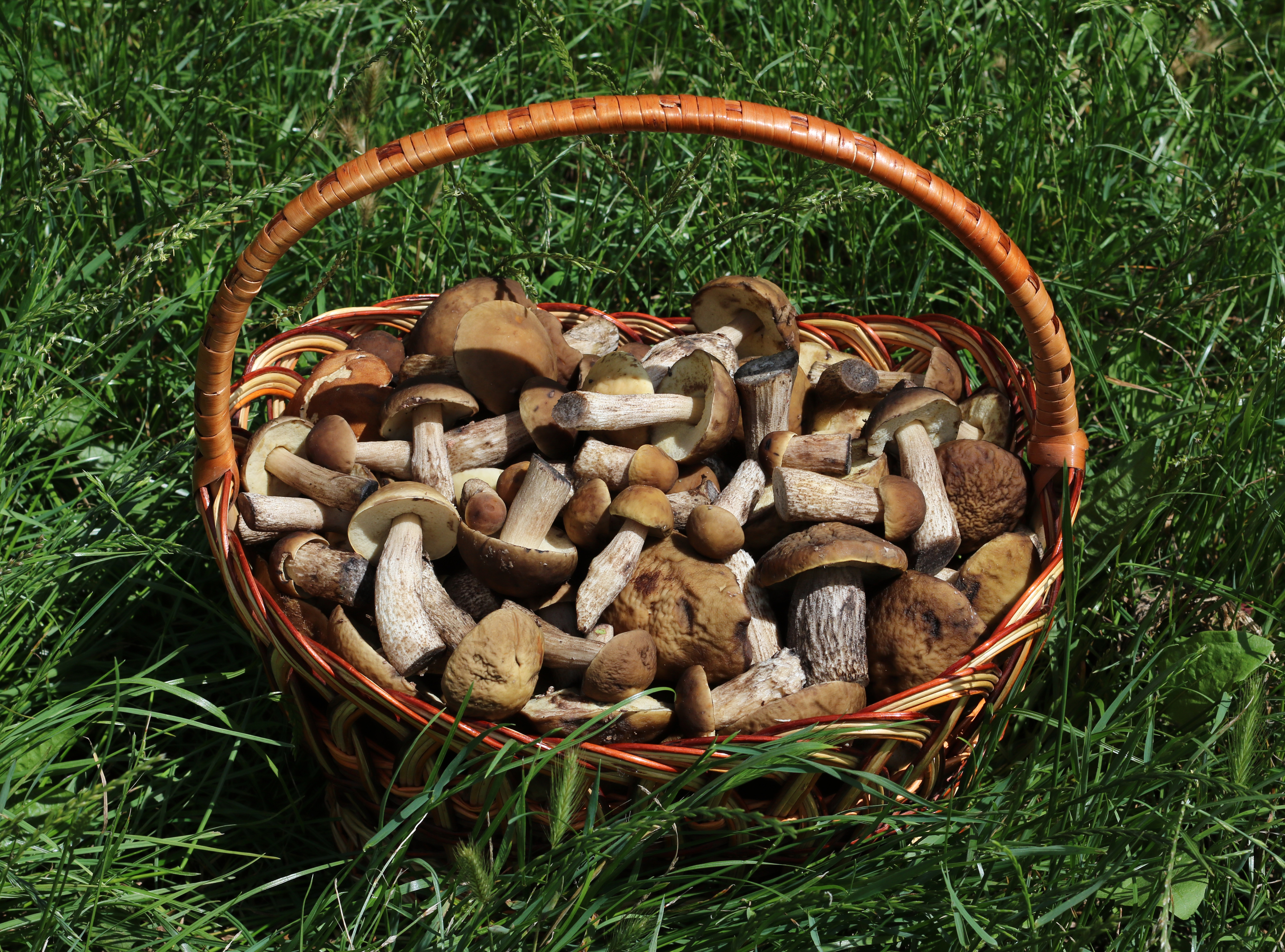
Leccinellum griseum

Leccinellum griseum —sin. Leccinum griseum (Quél.) Singer 1966— es un hongo basidiomiceto de la familia Boletaceae.
Crece en los bosques de planifolios sobre distintos tipos de suelos, prefiriendo los abedules, hojaranzos, álamos y encinas. Raramente crece bajo las hayas. Se presenta de julio a octubre. Se encuentra menos frecuentemente que B. scaber, con el cual se confunde a menudo.
Se suele encontrar en sitios húmedos. En el País Vasco, donde en la época otoñal son un producto de alto interés, se pueden encontrar en la zona alavesa de Altube, Cisen la Sierra Salbada, en las campas del Gorbea.

## Características comestibles
No puede decirse que sea una buena seta comestible, pues sólo se aprovecha el sombrero, ya que la carne del pie es muy fibrosa. Con la cocción se vuelve gris, casi negra.

## Dimensiones
No es de las más grandes entre las del género; esbelta, con un sombrero muy pequeño en relación con el pie. El sombrero puede tener un diámetro de 12 cm y el pie una altura que supera los 15 cm.